# Ema Havajska
Ema Havajska (eng. Emma of Hawaii; 2. siječnja 1836. – 25. travnja 1885.) bila je kraljica Havaja kao supruga kralja Kamehamehe IV.

## Životopis

### Rani život
Ema je bila rođena u Honoluluu, kao kćer Georgea Na'ee i Fanny Kekelaokalani. Posvojili su ju njezini teta i tetak, Grace Kamaʻikuʻi Young Rooke i Thomas Charles Byde Rooke, preko tradicije hānai. Odrastala je s njima, a pohađala je Kraljevsku školu. U školu je išla i njezina starija polusestra, Mary Polly Paʻaʻāina. Emin je tetak dao zadatak Sari Rhodes von Pfister da bude Emin tutor. On je bio pisac te je utjecao na nju tako što ju je ohrabrivao da čita knjige. Počela se zanimati za čitanje i pisanje. U dobi od 20 godina, Ema je bila odrasla žena, vitka, velikih tamnih očiju, glasovita po sviranju te vješta jahačica. 
Prije pohađanja škole, Ema je imala samo jednog prijatelja, svog bratića Petra Kaʻeoa.

### Brak
Ema se udala za kralja Kamehamehu IV. 19. lipnja 1856. 20. svibnja 1858. Ema je rodila princa Alberta Kamehamehu.
Ono po čemu je kraljica bila najpoznatija bila je njezina dobrota. Ohrabrivala je svoga supruga u pomaganju ljudima te je sama posjećivala bolnicu koju je osnovala.
Ipak, Emin život bio je pogođen dvjema nesrećama - njezin sin je umro 1862., a suprug godinu dana kasnije. Ema se više nije udavala niti je imala djece.

### Krštenje
Ema je bila krštena iste godine kad joj je umro sin, kao Emma Alexandrina Franis Agnes Lowder Byde Rook Young Kaleleokalani. Ona i njezin suprug osigurali su sredstva za crkvu sv. Andrije.

### Izbor monarha
Skoro se dogodilo da je Ema postala kraljica vladarica. Nakon smrti kralja Lunalila, ona se natjecala za monarha, zajedno s Davidom Kalākauom. Premda je većina ljudi podržavala nju, ipak je njezin suparnik postao kralj. Morala je prihvatiti da je on postao kralj, ali nikada nije razgovarala s njegovom ženom Kapiʻolani, jer je nju krivila za Albertovu smrt. 

### Kraljica udovica
Ema je bila dobra prijateljica kraljici Viktoriji. 1865. Ema je otišla u London u posjet toj velikoj vladarici. Ema je očarala Viktoriju svojom dostojanstvenošću. Ema je u svojoj zemlji bila znana jednostavno kao "stara kraljica".

### Smrt
Ema je umrla 1885. u dobi od 49 godina. Pokopana je u kraljevskom mauzoleju.